# Presidente della Repubblica Democratica di Timor Est
Il Presidente della Repubblica Democratica di Timor Est (in portoghese Presidente da República Democrática de Timor-Leste; in tetum: Prezidente Republika Demokratica Timor-Leste) è il capo di Stato di Timor Est, all'interno di un sistema semipresidenziale. Viene eletto direttamente dal popolo per un mandato di cinque anni.

## Elenco

### Presidenti di Timor Est durante la Guerra per l'indipendenza (1975-1978)
| # | Ritratto | Presidente                 | Partito  | Mandato inizio   | Mandato fine                   |
| - | -------- | -------------------------- | -------- | ---------------- | ------------------------------ |
| 1 |          | Francisco Xavier do Amaral | FRETILIN | 28 novembre 1975 | 7 dicembre 1975                |
| 2 |          | Nicolau dos Reis Lobato    | FRETILIN | 7 dicembre 1975  | 31 dicembre 1978 (assassinato) |

### Presidenti della Repubblica Democratica di Timor Est (2002-oggi)
| Presidente | Presidente | Presidente         | Partito      | Elezione | Mandato        | Mandato        |
| Presidente | Presidente | Presidente         | Partito      | Elezione | Inizio         | Fine           |
| ---------- | ---------- | ------------------ | ------------ | -------- | -------------- | -------------- |
| 3          |            | Xanana Gusmão      | Indipendente | 2002     | 20 maggio 2002 | 20 maggio 2007 |
| 4          |            | José Ramos-Horta   | Indipendente | 2007     | 20 maggio 2007 | 20 maggio 2012 |
| 5          |            | Taur Matan Ruak    | Indipendente | 2012     | 20 maggio 2012 | 20 maggio 2017 |
| 6          |            | Francisco Guterres | FRETILIN     | 2017     | 20 maggio 2017 | 20 maggio 2022 |
| (4)        |            | José Ramos-Horta   | CNRT         | 2022     | 20 maggio 2022 | in carica      |